# Erkki Sallinen
Erkki Sallinen, född 1680, död 1758, var en finländsk partigängare som vann rykte som anförare för karelska friskaror under hattarnas ryska krig 1741–43. 
Landshövdingen i Kymmenegårds och Nyslotts län, Carl Johan Stiernstedt, hade försett bönderna i hövdingdömet med vapen i syfte att låta dem samverka med de reguljära trupperna. Men bönderna förklarade sig inte vilja stå under officerares ledning, utan bildade på våren 1742 självständiga partigängarskaror under ledning av valda anförare. 
Bland dessa var "generalen" Sallinen, från Keskijärvi by i Tohmajärvi socken, den främste. Med större eller mindre hopar bröt han gång efter annan in i ryska Karelen och återvände med det tagna bytet, så snart ryska kosacker eller ryskt uppbådsfolk nalkades. Genom träffningen vid Öllölä i Ilomants räddade han såväl Ilomants som dess grannsocknar från att förhärjas av fienden. Sannolikt till belöning för sina under kriget utförda bragder erhöll han enligt kunglig resolution 1750 donation på hemmanet i Keskijärvi. Föga är känt om Sallinen, men inom folkloren finns många berättelser om honom.